# Frank Woods
Frank E. Woods (1860 – 1 maja 1939) był jednym z pionierów amerykańskiego kina niemego, a także wpływowym krytykiem filmowym swoich czasów. W trakcie swojej kariery napisał scenariusze do 90 filmów realizowanych w latach 1908–1925.